# Apanteles chalcomelas
Apanteles chalcomelas är en stekelart som beskrevs av Nixon 1965. Apanteles chalcomelas ingår i släktet Apanteles och familjen bracksteklar. Inga underarter finns listade i Catalogue of Life.